# 田邊桃子
田邊桃子（日语：／ Tanabe Momoko；1999年8月21日—）是日本女演員，出身自神奈川縣，星塵傳播旗下藝人。

## 經歷
小學3年級時被星探相中，成為日後出道的契機。
2009年至2010年4月身為「Mini Cheer☆Bears」的一員活動。
2013年，與大友花恋獲選為集英社《Seventeen》的專屬模特兒「Miss Seventeen 2013」。
2019年，出演電視劇《没想到是这样的未来！！》（富士電視台On Demand），首次電視劇主演。3月從《Seventeen》專屬模特兒畢業。
2021年4月期間定期出演《搖曳露營△2》（東京電視台）、《Girl Gun Lady》（每日放送）、《離婚活動》（TBS電視台）多部電視劇。田邊不僅將不同角色演出區別，在《搖曳露營△2》被喻為「飾演大垣的大垣」（大垣役の大垣），對原作漫畫的還原度相當高；在《離婚活動》飾演女主角的對手，角色因其惡行而被戲稱為「筑前煮女」成為話題，田邊的演技獲得好評。

## 作品列表

### 電視劇
- 婚姻现实 第4話（2009年4月24日，NHK）：飾演 竹下彩
- NHK大河劇 天地人 第45話（2009年11月8日，NHK）：飾演 千姬（少女期）
- 娼妇和淑女 第3部（2010年6月1日 - 7月2日，東海電視台）：飾演 桜子
- 農大菌物語 第8話（2010年8月26日，富士電視台）：飾演 長谷川遥（幼少期）
- 明天也要活下去（2010年8月26日，TBS）：飾演 木村沙織
- 海螺小姐3（2011年1月2日，富士電視台）：飾演
- 爱与死的界限 〜邻居间悲哀的争斗〜（2011年3月26日，朝日放送電視台）：飾演
- 钢之女 第二季（2011年4月21日 - 6月16日，朝日電視台）：飾演 坂本京子
- 還有第11人！ 第5話（2011年11月18日，朝日電視台）
- 最強名醫 最終話（2011年12月15日，朝日電視台）
- 開拓者們 第4話（2012年1月22日，NHK BS Premium）：飾演 陽子
- 推定有罪 第2話（2012年4月1日，WOWOW）：飾演 鈴木弘子（幼少期）
- 新·奥特Q 第12話（2013年3月30日，WOWOW）：飾演
- 幽靈女友（2013年4月9日 - 6月18日，關西電視台・富士電視台）：飾演 田嶋萌
- 真真事〜麻之助裁定帐〜 第3話（2015年7月30日，NHK）：飾演
- 釣魚迷日記～新入員工 濱崎傳助～（2015年10月23日 - 12月11日，東京電視台）：飾演 小林薫
  - 钓鱼迷日記〜新入社员濱崎傳助特别篇（2017年1月2日）
  - 钓鱼迷日記2〜新入社员濱崎傳助〜（2017年4月21日）
  - 钓鱼迷日記〜新社员滨崎传助 2019 新春SP〜（2019年1月4日）
- 望郷「みかんの花」（2016年9月28日，東京電視台）：飾演 富田美香子
- 夏目漱石之妻 第1話・第2話、最終話（2016年9月24日・10月1日、10月15日，NHK）：飾演 中根梅子
- 文学处女（2018年9月10日 - 10月29日，MBS）：飾演 天村千夜香
- 没想到是这样的未来！！（日语：こんな未来は聞いてない!!）（2018年9月29日 - 12月1日，富士電視台）：主演・花園佳代
- 江户寿司王 第一季（2018年10月14日 - 12月30日，BS东视）：飾演 三崎翔子
- GHOSTTOWN（2019年3月23日・27日，富士電視台）：飾演 矢追麗
- 执事 西园寺的名推理2 第3話（2019年5月3日，東京電視台）：飾演 渡辺楓
- 我的裙子，去哪了？ 第5話（2019年5月18日，日本電視台）：飾演 山上愛理
- 再次藍天（2019年8月6日－8月17日，ABC電視台）：主演・小宮山佑茉
- 搖曳露營△（2020年1月10日－3月27日，東京電視台）：飾演 大垣千明
  - 搖曳露營△特別篇（2021年3月29日）
  - 搖曳露營△2（2021年4月2日－6月18日）
- Spotlight 第3話（2020年7月21日，TOKYO MX）
- 莉香～倒帶～（2021年3月20日－4月3日，東海電視台・富士電視台）：飾演 雨宮梨花
- Girl Gun Lady（日语：ガールガンレディ）（2021年4月6日－6月8日，MBS）：飾演 東野菜月
- 離婚活動（2021年4月16日－6月18日，TBS）：飾演 一之瀨純
- 24小時電視44 特備電視劇「學生可以重新開始人生的學校」（2021年8月21日，日本電視台）：飾演
- 這是戀愛！～不良少年與白手杖女孩～（2021年10月6日－12月15日，日本電視台）：飾演 紫村空
- 準教授・高槻彰良的推測 Season2 第3話－最終話（2021年10月24日－11月28日，WOWOW / 2022年3月12日－26日，東海電視台・富士電視台）：飾演 栗本小春
- 就活時空膠囊（2022年3月27日，TBS）：飾演 新谷理紗
- 受付的JOE（2022年4月26日－6月28日，日本電視台）：飾演 家田仁子
- 金田一少年之事件簿5 第5集（2022年5月29日，日本電視台）：飾演 國枝真紀
- 被眷顧的男人（2022年6月26日－8月28日，NHK BS Premium、Disney+）：飾演 杉浦
- OLD ROOKIE 第8話（2022年8月21日，TBS）：飾演 古川舞
- 階梯下的梵谷（2022年9月21日－11月9日，TBS）：飾演
- 靈媒偵探·城塚翡翠 第1話（2022年10月16日，日本電視台）：飾演 倉持結花
- 黃昏下牽起手（2023年1月17日－3月21日，TBS）：飾演
- Sweet Moratorium（2023年5月24日－7月19日，TBS）：飾演 上條小夜
- 治癒系鄰居有秘密（2023年7月8日－9月30日，日本電視台）：飾演 蓬田藤子（主演）
- 往這邊看向井君 第1話 （2023年7月12日，日本電視台）：飾演 中谷真由
- 最喜歡的花（2023年10月13日－12月21日，富士電視台）：飾演 白石峰子
- 稅調～「繳不了稅」是有原因的～ 第2話（2023年10月21日，日本電視台）：飾演 小沼真名美
- 东京贫困女子（2023年11月17日－12月22日，WOWOW）：飾演 広田優花
- 火星-零的革命- 第4話（2024年2月13日，朝日電視台）：飾演 白川妃奈
- 負責接送的澀谷哥哥（2024年4月2日－6月18日，關西電視台・富士電視台）：飾演 青田愛花（女主角）
- 微笑俄羅斯娃娃 第2話 - 最終話（2024年7月5日－9月6日，TBS）：飾演 三好美和子
- 班上的女孩子，我全都喜歡過 第9話、最終話（2024年9月5日、9月12日，讀賣電視台・日本電視台）：飾演 高峰早智子
- 住宅社區的兩人 第5話（2024年9月29日，NHK BS・NHK BS Premium 4K）：飾演 鈴木沙耶香
- 年下男友2 episode1「相性0%」（2024年10月13日，朝日放送電視台）：飾演 筒井美咲（女主角）
- ACMA:GAME 惡魔遊戲 世界盡頭（2024年10月25日，日本電視台）飾演 木月舞
- OCTO～感情搜查官心野朱梨～ Season2 第5話、第6話（2024年10月31日、11月8日，讀賣電視台・日本電視台）：飾演 常松万理華
- 五十嵐夫婦是偽裝的陌生人（2025年1月9日－3月27日，東京電視台）：飾演 林美羽
- 對岸的家事～這就是我的生存之道！～（2025年4月1日－6月3日，TBS）：飾演 蔦村晶子
- 小資女也想釣高富帥（2025年7月3日－，中京電視台・日本電視台）：飾演 海老原唯子（主演）

### 電影
- 28 1/2 妄想の巨人（2010年7月31日）：飾演 金田正太郎（幻影）
- 明日やること ゴミ出し 愛想笑い 恋愛。（2010年8月1日）：飾演 桜美散（幼少期）
- ラビット・ホラー3D（2011年9月17日）：飾演 （幼少期）
- だいじょうぶ3組（2013年3月23日）：飾演 安藤京子
- 1/11 じゅういちぶんのいち（2014年4月5日）：飾演 愛莉
- こどもつかい（2017年6月17日）
- 戀愛與謊言（2017年10月14日）：飾演 秋帆
- 陽光姊妹淘（2018年8月31日）：飾演 心（学生時代）
- うちの執事が言うことには（2019年5月17日）：飾演 莉沙
- 転がるビー玉（2020年1月31日）：飾演 美希
- 犬部!（2021年7月22日）：飾演 川瀬美香
- 異物 -完全版-「消滅 -Disappearance-」（2022年1月15日）：飾演 女主角
- 鳶（2022年4月8日）：飾演 美月
- ラーゲリより愛を込めて（2022年12月9日）
- 愚鈍の微笑み（2023年10月20日）：主演・マナ（小出薫、森田想とトリプル主演）

## 外部連結
- 經紀公司個人資料頁面（日語）
- 田邊桃子的Instagram帳戶（日語）